# Stazione di Salerno Irno
La stazione di Salerno Irno è una fermata ferroviaria di Salerno, ubicata sulla linea Salerno–Mercato San Severino, che prende il nome dal fiume Irno che scorre nelle vicinanze. La stazione è stata inaugurata il 30 settembre 1990, in contemporanea con la riapertura della linea.
È stata ristrutturata nel 2014.

## Strutture e impianti
La fermata è dotata di un fabbricato viaggiatori su più livelli: la sede ferroviaria infatti si trova più in alto rispetto alla sede stradale. Per facilitare il raggiungimento dei binari sono presenti impianti di scale mobili e ascensori: questi ultimi riaperti dopo la ristrutturazione. Nella fermata è presente solo la sala d'attesa e, fino al 2021, quando la sua sede è stata spostata a Napoli, vi era anche l'ufficio del Dirigente Centrale Operativo dell'intera linea.
La stazione contava di 3 binari, collegati tra loro tramite un sottopassaggio per il servizio passeggeri, di cui uno solo è passante mentre gli altri due sono tronchi e disposti in direzione Mercato San Severino: questi altri due binari, mai utilizzati, sono stati soppressi nel 2021 contestualmente alla trasformazione della stazione in fermata impresenziata. Vi sono anche due marciapiedi collegati tramite un sottopassaggio.
La stazione non ha scalo merci.
Dal 4 novembre 2013, vi transitano, in alcune ore della giornata, i treni della Metropolitana di Salerno.

## Movimento
Il traffico passeggeri è modesto e legato soprattutto alle esigenze dei pendolari che si spostano verso il centro di Salerno. Nella fermata sostano tutti i treni che vi transitano: le principali destinazioni sono Salerno, Nocera Inferiore, Mercato San Severino, Avellino e Benevento.

## Servizi
La stazione dispone di:
- Ascensore
- Accessibilità per portatori di handicap
- Capolinea autolinee
- Sottopassaggio (chiuso poiché inutilizzato)
- Servizi igienici (mai aperti al pubblico)